# Redmond (Oregon)
Redmond – miasto w Stanach Zjednoczonych, w stanie Oregon, w hrabstwie Deschutes.